# Línea 11 de TMB
La línea 11 fue una línea regular de autobús urbano de la ciudad de Barcelona gestionada por la empresa TMB. Hacía su recorrido entre Trinitat Vella y Roquetes. Esta línea fue reemplazada el 22 de abril del 2024 por las líneas 133 y la 134.

## Horarios
| 11         | Primer servicio A: Roquetes | Primer servicio A: Trinitat Vella | Último servicio A: Roquetes | Último servicio A: Trinitat Vella |
| Laborables | No circula                  | No circula                        | No circula                  | No circula                        |
| Sábados    | No circula                  | No circula                        | No circula                  | No circula                        |
| Domingos   | 07:45                       | 07:00                             | 22:30                       | 22:30                             |
| Festivos   | 07:45                       | 07:00                             | 22:30                       | 22:30                             |

## Recorrido
- De Trinitat Vella a Roquetes por: Via Barcino, Ctra. Ribes, Pg. de Santa Coloma, Caracas, Ciutat d'Asunció, Lima, Sant Adriá, Arbeca, Virgili, Pg. de Fabra i Puig, Dr. Pi i Molist, Verdún, Artesania, Almansa y Mina de la Ciutat.

- De Roquetes a Trinitat Vella por: Pg. del Bosc, Aiguablava, lateral de la Ronda de Dalt, Almansa, Via Julia, Verdún, Dr. Pi i Molist, Av. dels Quinze, Escòcia, Dublín, Pare Manyanet, Segre, Sant Adriá, Ferran Junoy, Ciutat d'Asunció, Arbeca, Lima, Caracas, Pg. de Santa Coloma y Via Barcino.

## Otros datos
| Prestación                   | Disponibilidad en la línea |
| ---------------------------- | -------------------------- |
| Adaptada a                   | Sí                         |
| TMB iBus (tiempo de espera ) | Sí                         |
| Pantallas informativas       | Sí                         |
| Línea de tránsito rápido     | No                         |
| Circula en días festivos     | Sí                         |